# Araneus sambava
Araneus sambava là một loài nhện trong họ Araneidae.
Loài này thuộc chi Araneus. Araneus sambava được Embrik Strand miêu tả năm 1907.